# Décades de Pontigny
Décades de Pontigny è un sodalizio intellettuale che si concretizzò in una serie di incontri tra intellettuali europei, tenutisi annualmente all'Abbazia di Pontigny, dal 1910 al 1914 e, dopo la pausa della prima guerra mondiale, dal 1922 al 1939, anno in cui furono interrotti dall'occupazione tedesca della Francia.
Dopo la dispersione degli intellettuali dovuta all'occupazione, gli incontri conobbero una sorta di appendice negli Stati Uniti, a cui si fa riferimento come Pontigny-en-Amerique, un'iniziativa animata dall'attivismo culturale di esuli francesi in America.

## L'organizzazione
Gli incontri erano organizzati dal filosofo Paul Desjardins, che aveva acquistato l'abbazia nel 1909.
Gli incontri avevano durata di dieci giorni, e videro la partecipazione dei più importanti intellettuali dell'epoca; alle Decades parteciparono nei vari anni Ernst Robert Curtius, Max Scheler, Bernard Groethuysen, Antoine de Saint-Exupéry, Jean-Paul Sartre, Simone de Beauvoir, T. S. Eliot, Thomas Mann, Heinrich Mann e molti altri personaggi di rilievo della cultura europea.
Ogni edizione aveva un tema sociopolitico, filosofico o letterario prestabilito: gli incontri venivano aperti da un'esposizione e seguiti da momenti di dibattito formale, cui si affiancavano i numerosi momenti di discussione informale concessi dalla coabitazione dei convitati nello spazio dell'Abbazia.
Il compito di selezionare i partecipanti era svolto da Charles Du Bos e André Gide, i quali ebbero sempre una grande attenzione verso gli intellettuali emigrati dall'est europeo. Molti studiosi di provenienza sovietica parteciparono in più occasioni alle riunioni, che divennero un vero e proprio punto di incontro tra la cultura letteraria europea orientale, europea continentale e statunitense.

## Il ruolo nella cultura franco-russa
Tra i convitati orientali vi furono Nicolai Berdiaev, Alice Voinescu, Ivan Bunin, Lev Shestov, Boris Shletser e Boris Zaitsev, i quali ebbero modo di entrare in contatto con esponenti dell'intellettualità francese, come Roger Martin Du Gard, Paul Valéry, François Mauriac e André Maurois.
I contatti durante le sessioni di Pontigny fecero nascere legami e sodalizi intellettuali con il mondo culturale parigino. I partecipanti russi, inoltre, contribuirono a diffondere i contenuti degli incontri alle Décades de Pontigny, attraverso la stampa di resoconti che circolavano nelle comunità di emigrati russi.
Un altro effetto della presenza russa agli incontri fu una rivalutazione complessiva della letteratura e del pensiero dell'est europeo, che portò alla nascita di un intero filone culturale franco-russo che influenzò fortemente la produzione culturale della seconda metà degli anni trenta, in particolare attraverso la rivista Cahiers de la Quinzaine e il gruppo Humanités Contemporaines.
Ispirati ale Décades de Pontigny, sorsero ulteriori momenti istituzionalizzati di scambio culturale, come l'iniziativa dello Studio franco-russe, creata e animata da Vsevolod Fokht (Wsevolod de Vogt) e Robert Sébastien, che si realizzò in quattordici incontri tra il 29 ottobre 1929 e il 28 aprile 1931, le cui conferenze e i cui dibattiti furono integralmente stenografati e pubblicati sui Cahiers de la Quinzaine, la rivista fondata trent'anni prima da Charles Péguy, e riportata in vita con una nuova serie da Marcel Péguy, figlio del fondatore. All'interno si crearono anche movimenti contrastanti, che videro intellettuali cattolici (Georges Bernanos e François Mauriac) contrapposti al movimento culturale comunista (rappresentato da André Malraux), studiosi europeanisti come Benjamin Crémieux impegnati contro l'ideologia fascista di Robert Brasillach, posizioni accademiciste (difese da Paul Valéry, tra gli altri) in contatto con avanguardisti quali Philippe Soupault.

## Pontigny-en-Amerique
Dopo la fine dell'esperienza in Francia, l'iniziativa culturale fu ripresa negli Stati Uniti, nel 1942-1944, con gli Entretiens de Pontigny (Simposi di Pontigny), una serie di incontri al Mount Holyoke College: animatori ne furono Jean Wahl e Gustave Cohen (allora alla École libre des hautes études di New York), che svilupparono un'idea dovuta in origine a Helen Patch, docente di francese al Mount Holyoke College, e allieva di Cohen alla Sorbona.
Il sodalizio culturale sorse inizialmente come sessione estiva della École libre des hautes études, ma si propose in seguito come diretta continuazione delle sospese Décades de Pontigny, delle quali Cohen, anche se non figura centrale, era stato comunque protagonista negli anni venti e trenta, quale stretto collaboratore di Paul Desjardins.